# Lamberto Boranga
Lamberto Boranga (Foligno, 30 de outubro de 1942) é um atleta de salto em altura e triplo, e um ex-futebolista profissional italiano que atuava como goleiro.
Durante sua carreira, tornou-se um dos goleiros mais folclóricos da Itália, sendo que uma de suas marcas registradas era jogar o boné para cima durante as partidas e também por ter sofrido várias expulsões descontroladas, graças ao temperamento explosivo.

## Carreira profissional
Em 1961, Boranga inicia a carreira defendendo o Perugia, onde jogaria 133 partidas até 1966. O desempenho rendeu sua contratação pela Fiorentina, tendo realizado apenas 6 jogos pela Viola.
Viveria bons momentos ainda com a camisa da Reggiana, defendendo a equipe em 173 jogos (somando-se as passagens ente 1967–69 e 1970–73). Durante este período, foi emprestado ao Brescia em 1969, jogando 14 partidas. Ainda quando era atleta da Reggiana, arranjou um emprego no Instituto de Higiene e de Profilaxia de Reggio Emilia. Porém, esta passagem seria bastante curta, tendo Boranga sido expulso da instituição. Anteriormente, havia cursado medicina e biologia na Universidade de Parma.
Boranga ainda vestiria as camisas de Cesena, Varese e Parma, até encerrar sua carreira pela primeira vez, em 1983, quando defendia o Foligno, time de sua cidade natal.
Mas, em 1992, voltaria aos gramados para jogar no Bastardo, clube amador da região da Úmbria, tendo atuado em um jogo - a escalação foi para suprir a falta de um goleiro, uma vez que os jogadores da mesma posição se lesionaram. Em 2009, 17 anos após a experiência, Boranga decidiu novamente reativar a carreira aos 66 anos de idade, agora jogando pelo L'Ammeto, clube da Seconda Categoria da Úmbria, e novamente como tapa-buraco: os 2 goleiros do time estavam suspensos. Foram quatro jogos e 3 gols sofridos.
Em julho de 2011, Boranga assina com o Papiano, clube que disputa campeonatos regionais da Úmbria, tendo inclusive renovado o contrato por mais quatro anos. Ainda vinculado ao time, destacou-se em uma partida de veteranos do Parma em 2013, quando defendeu uma cabeçada certeira de Faustino Asprilla. Encerrou novamente sua carreira como jogador em 2015.
Mas em 2018, voltou ao futebol para defender o Marottese, equipe da Terza Categoria, que corresponde ao nono e último escalão do futebol italiano.

## Atletismo
Além de ter retomado a carreira de jogador mesmo na terceira idade, Boranga também dedicou-se ao atletismo, disputando a categoria Masters. Chegou a quebrar os recordes de salto em distância (até os 65 anos) e salto triplo (até os 70).